# Galeruca angusta
Galeruca angusta là một loài bọ cánh cứng trong họ Chrysomelidae. Loài này được Küster miêu tả khoa học năm 1849.